# Лінн (округ, Канзас)
Шаблон:StateAbbr_ 38°13′00″ пн. ш. 94°51′00″ зх. д. / 38.2167° пн. ш. 94.85° зх. д.
Округ Лінн (англ. Linn County) — округ (графство) у штаті Канзас, США. Ідентифікатор округу 20107.

## Історія
Округ утворений 1867 року.

## Демографія
За даними перепису 
2000 року 
загальне населення округу становило 9570 осіб, усе сільське.
Серед мешканців округу чоловіків було 4785, а жінок — 4785. В окрузі було 3807 домогосподарств, 2747 родин, які мешкали в 4720 будинках.
Середній розмір родини становив 2,94.
Віковий розподіл населення поданий у таблиці:
| Стать    | До 15 років | 15-21 | 22-29 | 30-39 | 40-49 | 50-65 | 65-85 | Понад 85 |
| -------- | ----------- | ----- | ----- | ----- | ----- | ----- | ----- | -------- |
| Чоловіки | 1015        | 434   | 357   | 565   | 729   | 881   | 725   | 79       |
| Жінки    | 927         | 398   | 356   | 605   | 683   | 870   | 794   | 152      |

## Суміжні округи
- Маямі — північ
- Бейтс, Міссурі — схід
- Вернон, Міссурі — південний схід
- Бурбон — південь
- Аллен — південний захід
- Андерсон — захід
- Франклін — північний захід

## Виноски
1. ↑  U.S. Decennial Census. United States Census Bureau. Архів оригіналу за 19 липня 2018. Процитовано 26 липня 2014.
2. ↑  Historical Census Browser. University of Virginia Library. Архів оригіналу за 11 серпня 2012. Процитовано 26 липня 2014.
3. ↑  Population of Counties by Decennial Census: 1900 to 1990. United States Census Bureau. Архів оригіналу за 5 червня 2019. Процитовано 26 липня 2014.
4. ↑  Census 2000 PHC-T-4. Ranking Tables for Counties: 1990 and 2000 (PDF). United States Census Bureau. Архів оригіналу (PDF) за 18 грудня 2014. Процитовано 26 липня 2014.
5. ↑  State & County QuickFacts. United States Census Bureau. Архів оригіналу за 6 серпня 2011. Процитовано 26 липня 2014.(англ.) Наведено за англійською вікіпедією.
6. ↑  American FactFinder. Бюро перепису населення США. Архів оригіналу за 26 лютого 2012. Процитовано 31 січня 2008.

| США | Це незавершена стаття з географії США. Ви можете допомогти проєкту, виправивши або дописавши її. |